# Severino Ferrari
Severino Ferrari (Molinella, 26 marzo 1856 – Pistoia, 24 dicembre 1905) è stato un poeta e critico letterario italiano.

## Biografia
Nacque a San Pietro Capofiume (piccola località nel comune di Molinella), nella contrada detta Alberino, figlio del medico Luigi Ferrari e di Giuseppina Sarti, sorella dello scultore bolognese Diego. 
Benché dotato di una propria originalità, Severino Ferrari è stato continuamente paragonato (con risultati per lui svantaggiosi) a Giovanni Pascoli, conosciuto nel 1873 in seguito alla richiesta di alcune ripetizioni di latino. Fra Pascoli e Ferrari nascerà un'amicizia fraterna durata tutta la vita: Pascoli chiamava scherzosamente Ridiverde il Ferrari (vedi la poesia pascoliana Epistola a Ridiverde) che a sua volta lo chiamava Gianni Schicchi.
Nell'estate del 1876 conosce Carducci: ne diverrà allievo all'Università di Bologna e con il maestro curerà l'edizione commentata del Canzoniere di Petrarca.
I suoi intensi studi di letteratura, lo portano, nel 1877, a fondare assieme a Giovanni Marradi, Luigi Gentile, Alfredo Straccali, Guido Biagi, Ugo Brilli e altri la rivista I nuovi goliardi della quale escono solo tre fascicoli doppi (la rivista sarà poi ripresa nel 1881).

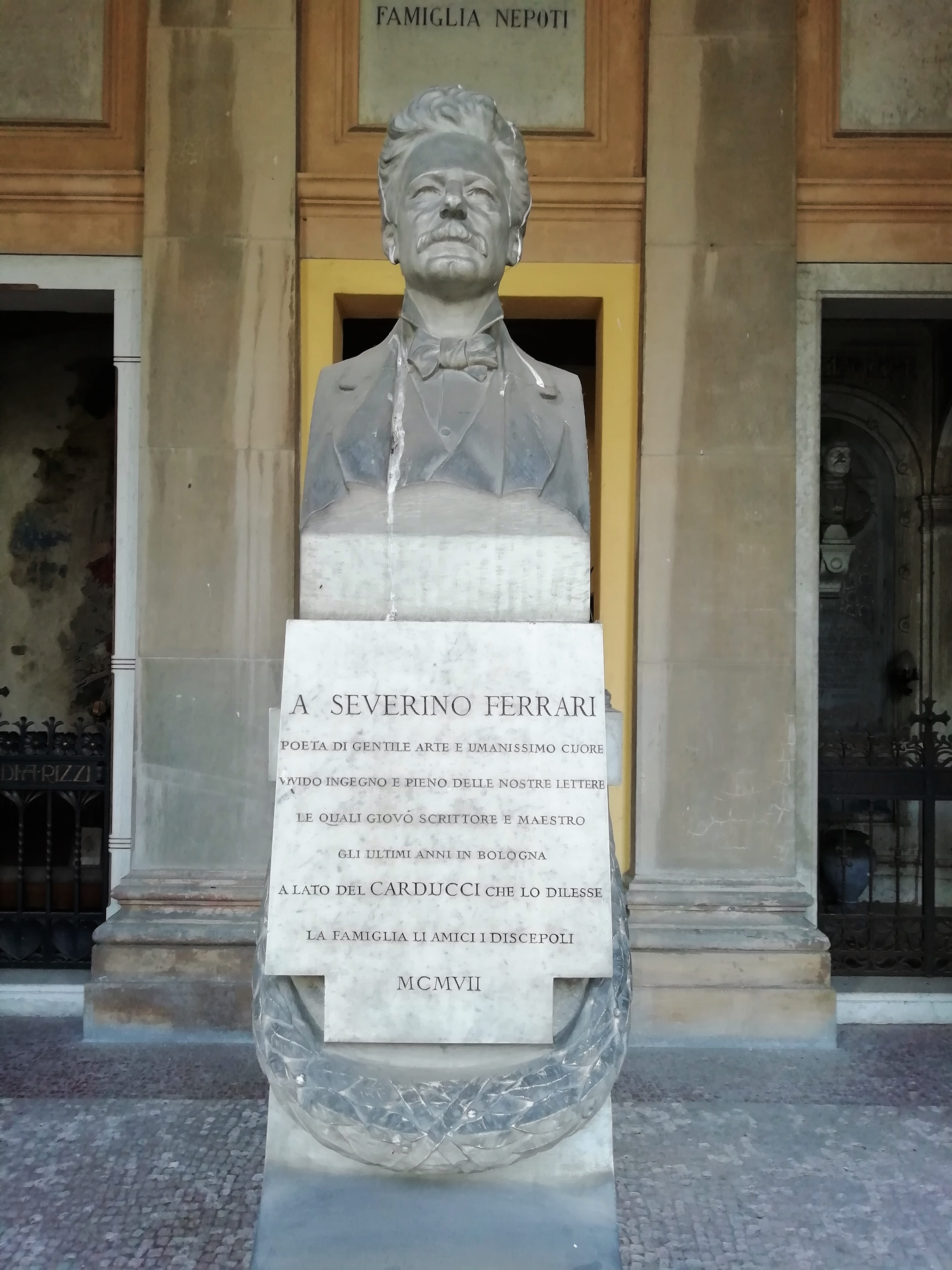
Il Cippo Ferrari alla Certosa.

Nel 1884 esce il poemetto Il mago: si tratta di un'allegoria in cui si immagina che il mago (cioè Ugo Brilli che con il nomignolo di "mago" veniva chiamato dagli amici a causa di un sonetto incentrato sul mago Merlino) vada a caccia di Biancofiore (protagonista del Filocolo di Boccaccio, assurta qui a simboleggiare la poesia). Il mago, accompagnato dai suoi fidi cani (i "nuovi goliardi") fa strage di numerose bestie (i nemici letterari del Carducci, fra cui il fiorentino Luigi Alberti, il milanese Giovanni Rizzi, il Rapisardi e altri).
L'anno dopo, invece, vengono editi i Bordatini e in essi Ferrari sperimenta quella contaminazione fra poesia colta e poesia popolare che lo renderà famoso e che prelude ad analoghi esperimenti di Giovanni Pascoli.
Ispiratrice di molte sue poesie è Ida Gini da lui conosciuta nel 1886 a La Spezia (dove il poeta era insegnante al Liceo Costa) e sposata il 23 settembre dello stesso anno. Per il loro matrimonio l'amico Giovanni Pascoli compose una corona di otto madrigali dal titolo L'ultima passeggiata.
Carducci aveva scelto Ferrari come successore alla cattedra di eloquenza dell'Università di Bologna. Tuttavia, forti disturbi psichici attanagliarono la parte finale della sua vita e quando, nel 1904, Carducci lasciò l'insegnamento, egli non era ormai in grado di ricoprire la carica, che fu affidata a Giovanni Pascoli.
Nel dicembre del 1905 si spegneva a Collegigliato (in provincia di Pistoia) in una clinica dove era stato ricoverato a causa di un inasprirsi della sua malattia mentale. La sua casa natia, visibile ad Alberino, è ancora in ottime condizioni e abitata (non da eredi né da persone a lui collegate).
Il cippo a Severino Ferrari nel cimitero monumentale della Certosa di Bologna, con il ritratto del poeta, è stato scolpito da Carlo Parmeggiani nel 1907; si trova all'ingresso sud che dalla Sala del Colombario porta al Campo Carducci.

## Opere

### Poesie
- Il Mago, Roma, Sommaruga, 1884.
- Bordatini, Ancona, Morelli, 1885.
- Versi: raccolti e ordinati,  1892.
- Primavera fiorentina : sonetti, Bologna, Zanichelli, 1900.

#### Edizioni commentate
- S. Ferrari, Tutte le poesie, a cura di Furio Felcini, Bologna, Cappelli, 1966.
- S. Ferrari, Bordatini. Versi, a cura di Claudio Mariotti, Lanciano, Carabba ("Classici"), 2012

### Prose
- Il canto 3° del Purgatorio, letto nella Sala di Dante in Orsanmichele il dì 31 di gennaio 1901, Firenze, Sansoni, 1901.

### Curatele
- Canti popolari in San Pietro Capofiume, in Archivio per lo studio delle tradizioni popolari,a. 1888-91, VII 387-403, VIII 103-12, X 413-18 (ristampato per conto dell'editore Arnaldo Forni, Bologna, 1977).
- Poesie dei secoli XIX e XVIII scelte, annotate e corredate di notizie metriche per uso delle scuole da S. Ferrari, Firenze, Sansoni, 1897.
- Antologia della lirica moderna italiana, annotata e corredata di notizie metriche a cura di S. Ferrari, Bologna, Zanichelli, 1920.